# وسلی جوبلو
وسلی جوبلو (انگلیسی: Wesley Jobello؛ زادهٔ ۲۳ ژانویهٔ ۱۹۹۴) بازیکن فوتبال اهل فرانسه است.
از باشگاه‌هایی که در آن بازی کرده‌است می‌توان به باشگاه فوتبال المپیک مارسی، باشگاه فوتبال کلرمون فوت، و باشگاه فوتبال کاونتری سیتی اشاره کرد.
وی همچنین در تیم‌های ملی فوتبال زیر ۱۸ سال فرانسه و مارتینیک بازی کرده‌است.